# Bruchus lentis
Bruchus lentis là một loài bọ cánh cứng trong họ Bruchidae. Loài này được Frolich miêu tả khoa học năm 1799.

## Hình ảnh

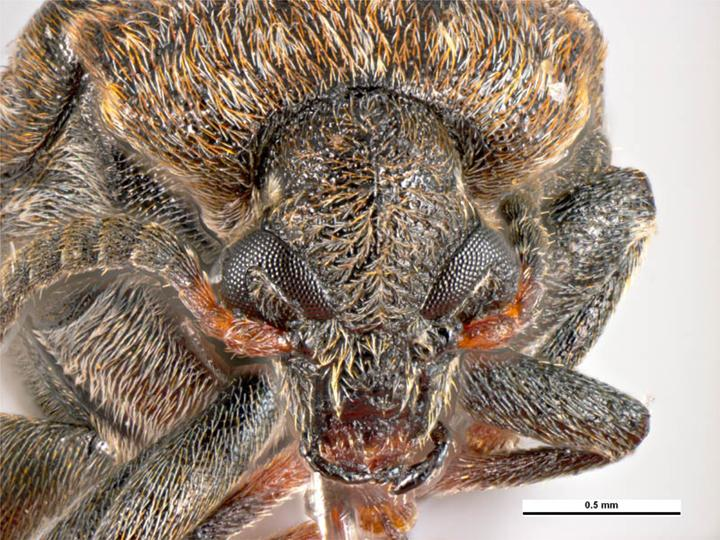